# Lincoln National Park
Lincoln National Park är en nationalpark i Australien.   Den ligger i kommunen Lower Eyre Peninsula och delstaten South Australia, i den södra delen av landet, 1 200 km väster om huvudstaden Canberra. Lincoln National Park ligger 147 meter över havet.
I omgivningarna runt Lincoln National Park växer huvudsakligen savannskog. Trakten runt Lincoln National Park är nära nog obefolkad, med mindre än två invånare per kvadratkilometer.